# 卡玛兰河
卡玛兰河，位于中华人民共和国黑龙江省西北部大兴安岭地区呼中区境内，是呼玛河左岸支流，发源于呼中区西部的大兴安岭稚鸡场山东麓，干流先自西南向东北流，再转向东南呈弧形，于碧水镇西南1.3千米处汇入呼玛河。河流全长91千米，河道弯曲系数1.76，流域面积2048平方千米。年均径流量4.7亿立方米。卡玛兰河上游属中低山地，中下游属低山丘陵。流域内森林资源丰富，森林覆盖率达到89.3%。河中盛产大马哈鱼、哲罗鱼、细鳞鱼等鱼类。